# Coupe des Pays-Bas de football 1971-1972
Navigation
Édition précédente Édition suivante
La Coupe des Pays-Bas de football 1971-1972, nommée la KNVB beker, est la 54e édition de la Coupe des Pays-Bas. La finale se joue le 11 mai 1972 au stade Feijenoord à Rotterdam.
Le club vainqueur de la coupe est qualifié pour la Coupe des coupes 1972-1973.

## Finale
L'Ajax Amsterdam bat le FC La Haye 3 à 2 et remporte son septième titre. L'Ajax remporte cette saison le triplé coupe-championnat ainsi que la Coupe d'Europe des clubs champions. Le FC La Haye, finaliste, disputera la Coupe des coupes 1972-1973.